# Matt Pike
Matthew Pike, detto Matt (Southfield, 3 giugno 1972), è un cantante e chitarrista statunitense.
È il cantante e chitarrista degli High on Fire e degli Sleep.

## Biografia
Pike si è trasferito in California dopo aver passato alcuni anni in un istituto militare mentre viveva con la madre a Golden, Colorado. Si auto-dichiarò un "delinquente minorile" e ha spesso rubato autoradio per mantenere una dipendenza da droghe in via di sviluppo. Una volta arrivato nella Silicon Valley e resosi conto che la scena punk e metal era molto più attiva che a Denver, strinse velocemente parecchie amicizie e iniziò a frequentare concerti. Pike si unì a una band chiamata Asbestos Death. Dopo aver suonato alcuni concerti nell'area, il gruppo sviluppò un suono ancora più pesante e rallentato. Definiti doom metal dalla stampa, il quartetto iniziò a ottenere un certo seguito e cambiò il nome in Sleep.

## Sleep
Dopo l'abbandono del chitarrista Justin Marler, gli Sleep continuarono come trio, mantenendo vivo il gusto per i suoni pesanti. Sleep's Holy Mountain mise in evidenza il lavoro di Pike come una sorta di erede di Tony Iommi: il suo stile era caratterizzato da riff influenzati dai Black Sabbath, che ebbero un enorme impatto sulla scena stoner metal/doom metal. Nel 1997 la band si sciolse dopo che la London Records rifiutò di pubblicare il loro nuovo album: Dopesmoker/Jerusalem era un monolite di più di cinquanta minuti e venne considerato non commerciabile. I componenti del gruppo inoltre mal sopportavano la crescente pressione che i fan e i media stavano loro imponendo.
Pike reagì particolarmente male allo scioglimento della band e cadde in depressione. Dopo breve tempo, però, decise che non era finita e iniziò a invitare diversi amici a suonare nel suo garage. La scelta ricadde su Desmond Kensel (batteria) e George Rice (basso). Nell'arco di sei mesi le jam si trasformarono in una vera e propria nuova band, evolvendosi dal semplice bisogno di suonare ancora la chitarra.
Il 9 maggio 2009 a Minehead in Inghilterra all'ATP festival, si riuniscono gli Sleep per la performance di Sleep's Holy Mountain, la loro opera più significativa, presentandosi con la formazione classica (Cisneros, Pike, Hakius). Ma con alla batteria Jason Roeder dei Neurosis.
Il 20 aprile 2018 esce il primo album dopo la reunion, The Sciences, il quarto della band.

## High on Fire
Nel 1998, dalle ceneri degli Sleep nacquero quindi gli High on Fire, caratterizzati dalla stessa pesantezza degli Sleep, ma dotati di maggiore velocità e aggressività. Pike è contemporaneamente chitarrista e cantante. La band è al momento attiva e costantemente in tour.

## Scum Angel/Kalas
Pike è stato anche il frontman dei Kalas, band psichedelica della Bay Area (precedentemente Scum Angel). Pike non suonava la chitarra ma era solamente cantante e impiegava uno stile fortemente melodico. I Kalas si sono sciolti nell'ottobre del 2006, dopo aver pubblicato un solo album omonimo.

## Equipaggiamento
Pike non ha praticamente cambiato equipaggiamento dall'epoca degli Sleep. Possiede due o tre Gibson Les Paul che suona negli High on Fire, di cui una Les Paul Standard cherry-sunburst che ha utilizzato in tutte le sue band precedenti.
Nei tour recenti Pike ha utilizzato una chitarra First Act a nove corde: le tre corde più gravi (E, A e D) sono normali, ma le tre più acute (G, B e E) sono raddoppiate come in una dodici corde, in modo da poter suonare delle armonie sulle parti solistiche. La First Act ha costruito questo modello appositamente per Pike.
Durante gli esordi con gli Sleep Pike ha usato amplificatori Laney e Orange, ma lui e Cisneros scoprirono i Green Matamp mentre erano in tour in Inghilterra e da allora ne sono completamente invaghiti. In alcune foto può essere visto suonare amplificatori Laney e Marshall, mentre nel video del brano “Dragonaut” degli Sleep suona un amplificatore Hiwatt.
Inizialmente l'unica aggiunta che fece dopo gli Sleep fu un preamplificatore Soldano (per avere più guadagno) alla testata Green. Pike inviava il segnale dal Matamp e dal Soldano a un amplificatore allo stato solido per dare abbastanza potenza alle sue casse Green. Durante il periodo di Blessed Black Wings è passato a una massiccia testata Soldano SLO-100.
Fino al 2006 ha utilizzato solo la testata Soldano per alimentare due casse Green. Le testate Matamp hanno bisogno di regolare manutenzione e portarle in tour è piuttosto rischioso. Matt Pike è in possesso di alcuni degli ultimi amplificatori Green che i fondatori della Matamp (Mat Mathias e Dave Green) abbiano mai toccato.

## Discografia
- Asbestos Death Dejection EP (1990 Profane Existence)
- Asbestos Death Unclean EP (1990 autoprodotto)
- Sleep Volume One CD (1991 Tupelo Records)
- Sleep Volume Two 7" EP (1992 Off The Disk Records)
- Sleep Sleep's Holy Mountain CD/LP (1992 Earache Records)
- Sleep Jerusalem CD (1999 Music Cartel)
- High on Fire Early Recordings EP (1999 12th Records)
- High on Fire The Art of Self Defense (2000 Man's Ruin Records)
- High on Fire Surrounded by Thieves (2002 Relapse Records)
- Sleep Dopesmoker CD/LP (2003 Tee Pee Records)
- High on Fire Blessed Black Wings (2005 Relapse Records)
- High on Fire\ Ruins split 7" (2005 Skin Graft Records)
- High on Fire Live from the Relapse Contamination Festival (2005 Relapse Records)
- Kalas Kalas (2006 Tee Pee Records)
- Asbestos Death Unclean Dejection (2007 Southern Lord Records)
- High on Fire Death Is This Communion (2007 Relapse Records)
- High on Fire Snakes for the Divine (2010 E1 Music)
- High on Fire De Vermis Mysteriis (2012 E1 Music)
- Sleep The Sciences CD (2018)